# FON
Pour les articles homonymes, voir Fon.

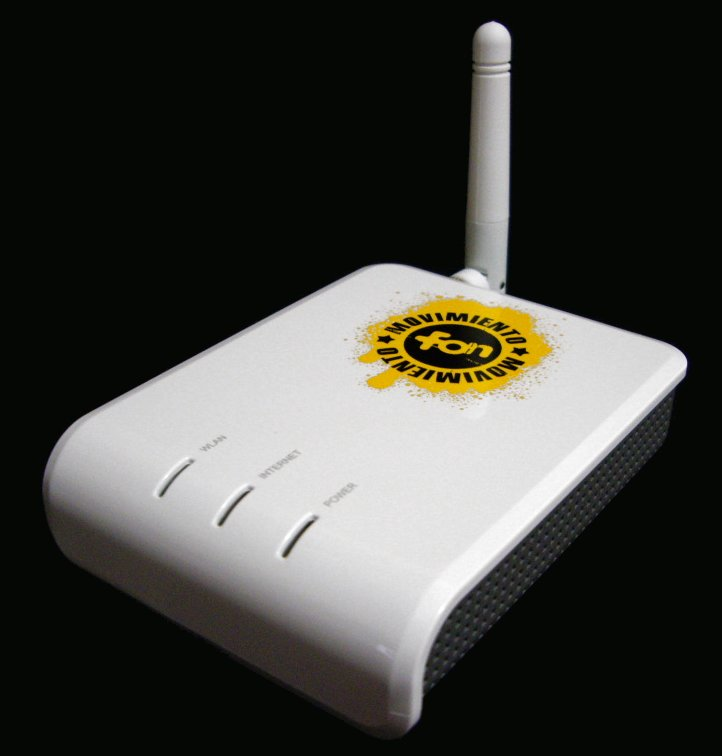
Le routeur Wi-Fi La Fonera (FON2100).

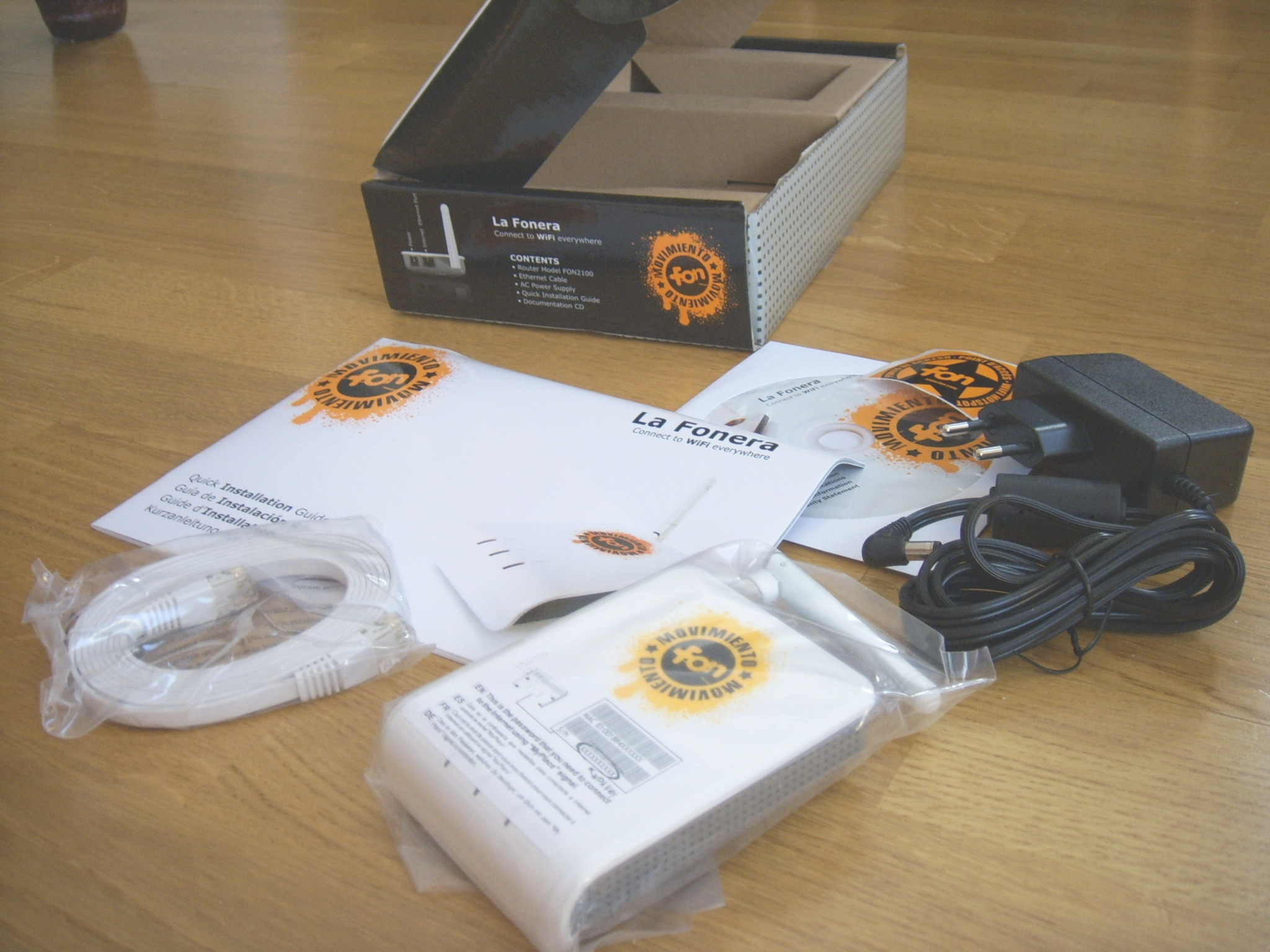
La Fonera livrée en Europe

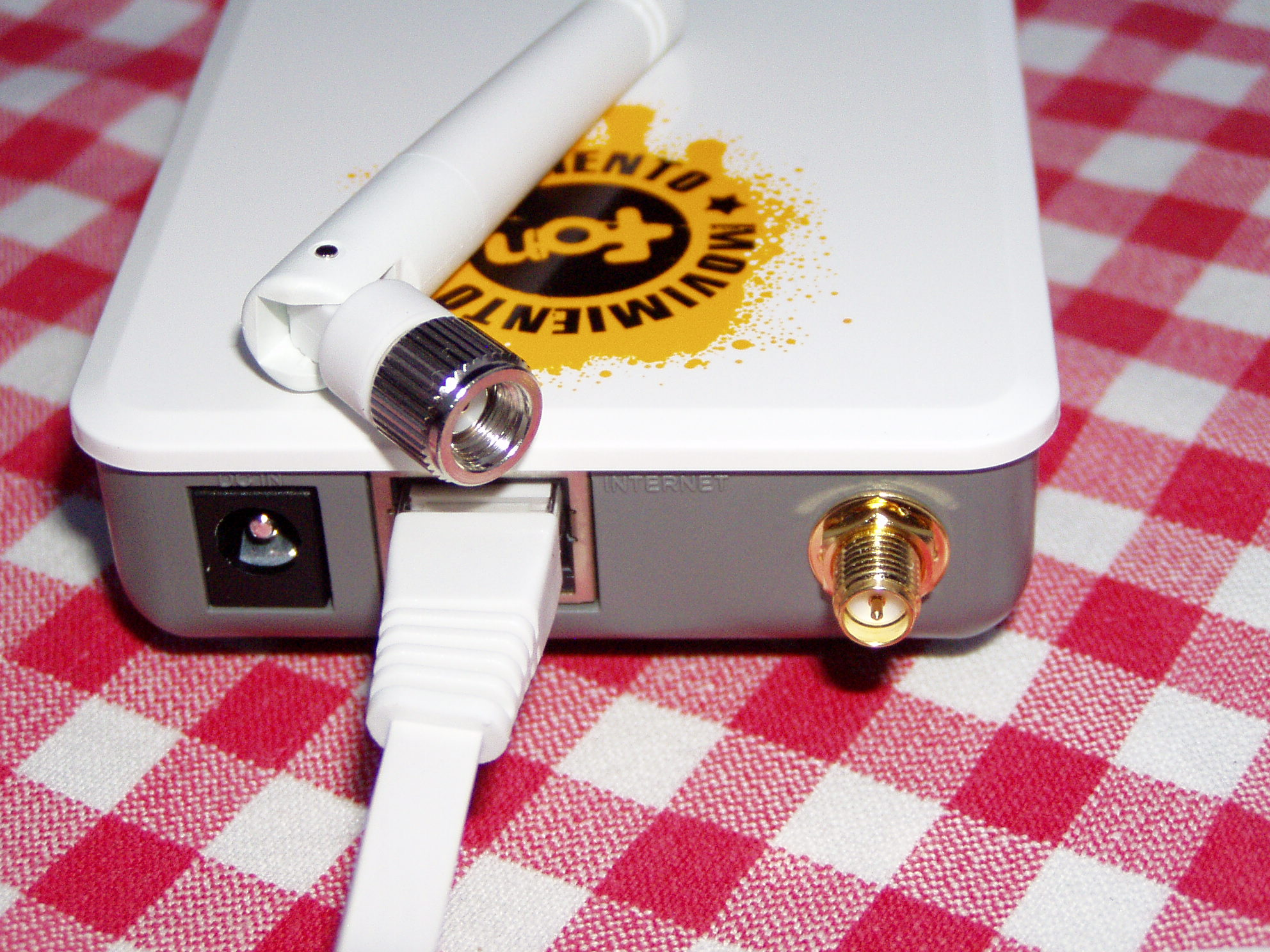
Arrière de La Fonera : connecteur antenne et câble réseau

FON Wireless (ou plus simplement FON) est une société britannique dont les bureaux principaux sont situés en Espagne. Elle œuvre pour le partage des connexions Internet via le réseau sans fil (Wi-Fi).
Du fait qu'elle encourage l'animation d'une communauté d'utilisateurs, elle s'inclut dans les réseaux sans fil communautaires.

## Principe de fonctionnement
Depuis début 2018 la vente de routeurs FON est interrompue, les seuls moyens d’accéder au réseau est de prendre un pass WiFi ou de passer par un opérateur partenaire (SFR en France).
La Fonera (ou la box compatible Fon) diffuse deux SSID différents : le premier, dit « réseau privé », et nommé par défaut MyPlace, est chiffré. Il est utilisé par le « fonero » (l'hébergeur d'un point d'accès Wi-Fi Fonera) pour accéder à internet et à son réseau local ; le second, dit « réseau public », et nommé par défaut FON_FREE_INTERNET (anciennement FON_AP et renommable en FON_*), est ouvert et non chiffré. Il permet de partager une partie du débit de sa connexion à Internet (en mode bill ou linus).
Fon permet aussi de créer des comptes et mots de passe spécifiques pour des amis, afin qu'ils puissent se connecter sur le point d'accès, sans que leur propriétaire ait à leur communiquer la clé de chiffrement de son réseau privé, et sans qu'ils aient à acheter des pass Fon. À l'aide de ces identifiants, les amis peuvent se connecter uniquement au réseau public de ce seul point d'accès.
En septembre 2008, Fon compte 1 million de membres, qui mettent à disposition 400 000 hotspots,. En mai 2011, la communauté dépasse les 4 millions d'utilisateurs acceptant de mettre à disposition leur hotspot.
En France SFR a été le premier FAI à permettre d'avoir un point FON (Depuis les Neufbox NB4). On reconnaît un point FON sur ces box par son intitulé : "SFR Wifi FON" ou "Neuf Wifi FON". D'origine la fonction n'est pas activée, pour cela il suffit d'aller dans l'interface web de paramétrage de la Box.
Depuis le 14 novembre 2011, Belgacom (opérateur historique belge) propose également à ses clients l'accès au réseau FON en mettant à disposition une connexion sur les BBOX-2 et BBOX-3 des clients l'autorisant (cette autorisation étant nécessaire pour avoir accès aux hotspots).
Depuis le 4 mars 2013, Deutsche Telekom a rejoint la communauté Fon.

## Point d'accès Fon

### Matériel et logiciels
Au début, FON distribuait un logiciel gratuit à installer sur le point d'accès Wi-Fi de l'abonné. Le WRT54G (sauf version 5 et +) et le WRT54GL de Linksys étaient supportés.
Depuis octobre 2006, un routeur wifi, la Fonera(2100 et 2200), était aussi proposé par FON. Sa production a été arrêtée fin 2008.
Ce routeur, composé d'un chipset Atheros (jusqu’à 54 Mbit/s), d'une mémoire flash de 8 Mo et d'une RAM de 16 Mo, fonctionne grâce au système OpenWrt avec un noyau Linux 2.4.
Mi-2007, est apparue la Fonera+(2201), qui offre une deuxième prise réseau, permettant de connecter un autre appareil via un câble réseau ordinaire. La Fonera + qui est également composée d'un chipset Atheros, bénéficie d'une mémoire flash de 8 Mo, d'une RAM de 16 Mo et fonctionne grâce au système OpenWrt avec un noyau Linux 2.6.
Depuis octobre 2008, il existe une nouvelle version basée sur la Fonera+, la Fonera 2.0(2202) est équipée d'une mémoire flash de 8 Mo, d'une RAM de 32 Mo, de deux ports ethernet et d'un port USB 2. Grâce à l'USB, il est désormais possible de partager une caméra ou une imprimante.
Fon a également conclu des partenariats avec certains fournisseurs d'accès à Internet, qui permettent aux abonnés de ces FAI de bénéficier du système Fon en partageant directement leur connexion avec le modem-routeur wifi fourni par le FAI. En 2008, c'est le cas de SFR en France, Livedoor au Japon, BT Group au Royaume-Uni, Zon au Portugal, Comstar en Russie, T-Mobile en Allemagne et Netplus en Suisse.

### Les différents statuts
Adhérer au réseau FON peut se faire de trois façons :
- en tant que Linus : on partage sa connexion chez soi et on peut ainsi utiliser gratuitement celles des autres adhérents.
- en tant que Bill : identique au modèle Linus, et en plus FON reverse à l'adhérent une partie du montant des pass achetés sur son point d'accès.
- en tant que Alien : on ne partage pas sa connexion mais on doit acheter des pass pour se connecter sur l'un des points d'accès FON.

Pour devenir Linus ou Bill, il faut partager une partie de sa connexion internet (haut-débit).

## Logos

Premier logo de FON utilisé de 2005 au 25 février 2013